# Ichnotropis tanganicana
Ichnotropis tanganicana — вид ящірок родини ящіркових (Lacertidae). Ендемік Танзанії.

## Поширення і екологія
Ichnotropis tanganicana відомі за типовим зразком, зібраним на східному узбережжі озера Танганьїка. Вони живуть у вологих саванах міомбо.